# Веллів'ю (Огайо)
Веллів'ю (англ. Valleyview) — селище (англ. village) в США, в окрузі Франклін штату Огайо. Населення — 669 осіб (2020).

## Географія
Веллів'ю розташований за координатами 39°57′50″ пн. ш. 83°4′20″ зх. д. / 39.96389° пн. ш. 83.07222° зх. д. (39.963906, -83.072291).  За даними Бюро перепису населення США в 2010 році селище мало площу 0,39 км², з яких 0,39 км² — суходіл та 0,01 км² — водойми.

## Демографія
Згідно з переписом 2010 року, у селищі мешкало 620 осіб у 246 домогосподарствах у складі 148 родин. Густота населення становила 1582 особи/км².  Було 266 помешкань (679/км²).
Расовий склад населення:
| - 90,0 % — білих - 5,0 % — чорних або афроамериканців - 1,0 % — вихідців з тихоокеанських островів - 0,8 % — азіатів - 0,3 % — корінних американців - 1,9 % — осіб інших рас |

До двох чи більше рас належало 1,0 %. Частка іспаномовних становила 4,4 % від усіх жителів.
За віковим діапазоном населення розподілялося таким чином: 23,1 % — особи молодші 18 років, 64,3 % — особи у віці 18—64 років, 12,6 % — особи у віці 65 років та старші. Медіана віку мешканця становила 39,4 року. На 100 осіб жіночої статі у селищі припадало 98,7 чоловіків;  на 100 жінок у віці від 18 років та старших — 93,1 чоловіків також старших 18 років.
Середній дохід на одне домашнє господарство  становив 43 847 доларів США (медіана — 40 952), а середній дохід на одну сім'ю — 48 385 доларів (медіана — 46 635). Медіана доходів становила 42 045 доларів для чоловіків та 28 828 доларів для жінок. За межею бідності перебувало 13,0 % осіб, у тому числі 19,7 % дітей у віці до 18 років та 5,5 % осіб у віці 65 років та старших.
Цивільне працевлаштоване населення становило 332 особи. Основні галузі зайнятості: освіта, охорона здоров'я та соціальна допомога — 22,0 %, транспорт — 18,4 %, науковці, спеціалісти, менеджери — 13,0 %, виробництво — 8,7 %.